# 松本友作
松本 友作（まつもと ゆうさく、1950年 <昭和25年> - ）は、日本の地方公務員。福島県直轄理事、同副知事を歴任。瑞宝中綬章受章。

## 人物・経歴
福島県立磐城高等学校卒業、1972年 東北大学法学部卒業、同年4月 福島県庁入職、1998年 廃棄物対策課長、1999年 財政課長、2001年 総務部参事兼同課長、2002年 商工労働部次長、2003年 相双地方振興局長、2004年4月 内堀雅雄の後任として生活環境部長、2005年4月 同職を根本佳夫と交代し野地陽一の後任として農林水産部長、2007年4月 同職を木戸利隆と交代し直轄理事、2008年4月 同職を遠藤俊博と交代し福島県副知事就任。地方職員共済組合監事を兼務。福島第一原子力発電所事故発生以後は県農産物の風評被害払拭に努めた。

## 栄典
- 2020年4月 令和2年春の叙勲で瑞宝中綬章を受章[8]